# Nellie Farren
Ellen "Nellie Farren (Lancashire (North West England), 16 d'abril, 1848 - 29 d'abril, 1904), va ser una actriu i cantant anglesa més coneguda pels seus papers com el "nen principal" en burlesques musicals al "Gaiety Theatre" de Londres.

## Biografia
Nascuda en una família de teatre, Farren va començar a actuar de petita. Va fer el seu debut professional professional el 1864 i es va unir a la companyia al Teatre Olímpic de Londres, actuant amb obres de Shakespeare, comèdies contemporànies, drames i burlesques musicals. De 1868 a 1892, va actuar al Gaiety Theatre, especialitzat en burlesc musical, fent-se famosa en els papers masculins i de nois principals, cosa que va permetre a una actriu del teatre de l'època victoriana mostrar les cames amb malles. Farren va guanyar un gran nombre de seguidors entre el públic majoritàriament masculí del teatre.
Farren va crear el paper de Mercury en la primera col·laboració de Gilbert i Sullivan, Thespis i va crear o interpretar papers en obres de Dion Boucicault, Anthony Trollope, Charles Dickens, William Congreve i Henry James Byron, entre molts altres. A la dècada de 1880, va crear papers a la sèrie de famosos Burlesques Gaiety amb partitures musicals de Meyer Lutz, sovint escrites per Fred Leslie. Alguns dels seus papers posteriors més famosos van ser els personatges principals de Little Jack Sheppard i Ruy Blas and the Blasé Roué. També es va convertir en coproductora del Gaiety Theatre.
Després que Ellen Farren va patir un atac de febre reumàtica el 1891, la seva salut va obligar a retirar-se dels escenaris el 1892. Es va organitzar una gala benèfica per a ella al "Theatre Royal, Drury Lane" el 1898. Hi va assistir gairebé tota la comunitat teatral en la qual van actuar els actors més famosos de l'època, i que va recaptar la sorprenent suma de 7.000 lliures (equivalent a 985.000 lliures el 2023) per a la seva jubilació.

## Joventut i carrera
Farren va néixer a Lancashire en una família de teatre. El seu avi, William Farren, era un actor conegut. El seu pare, Henry Farren, i el seu oncle, William, eren tots dos actors. La seva mare era Ellen n. Smithson. Farren es va casar amb l'actor i director d'escena Robert Soutar el 1867, i la parella va tenir dos fills, Henry Robert Soutar (1868–1928), un actor que va acabar els seus dies com a treballador general, i l'actor Joseph Farren Soutar (1870–1962).

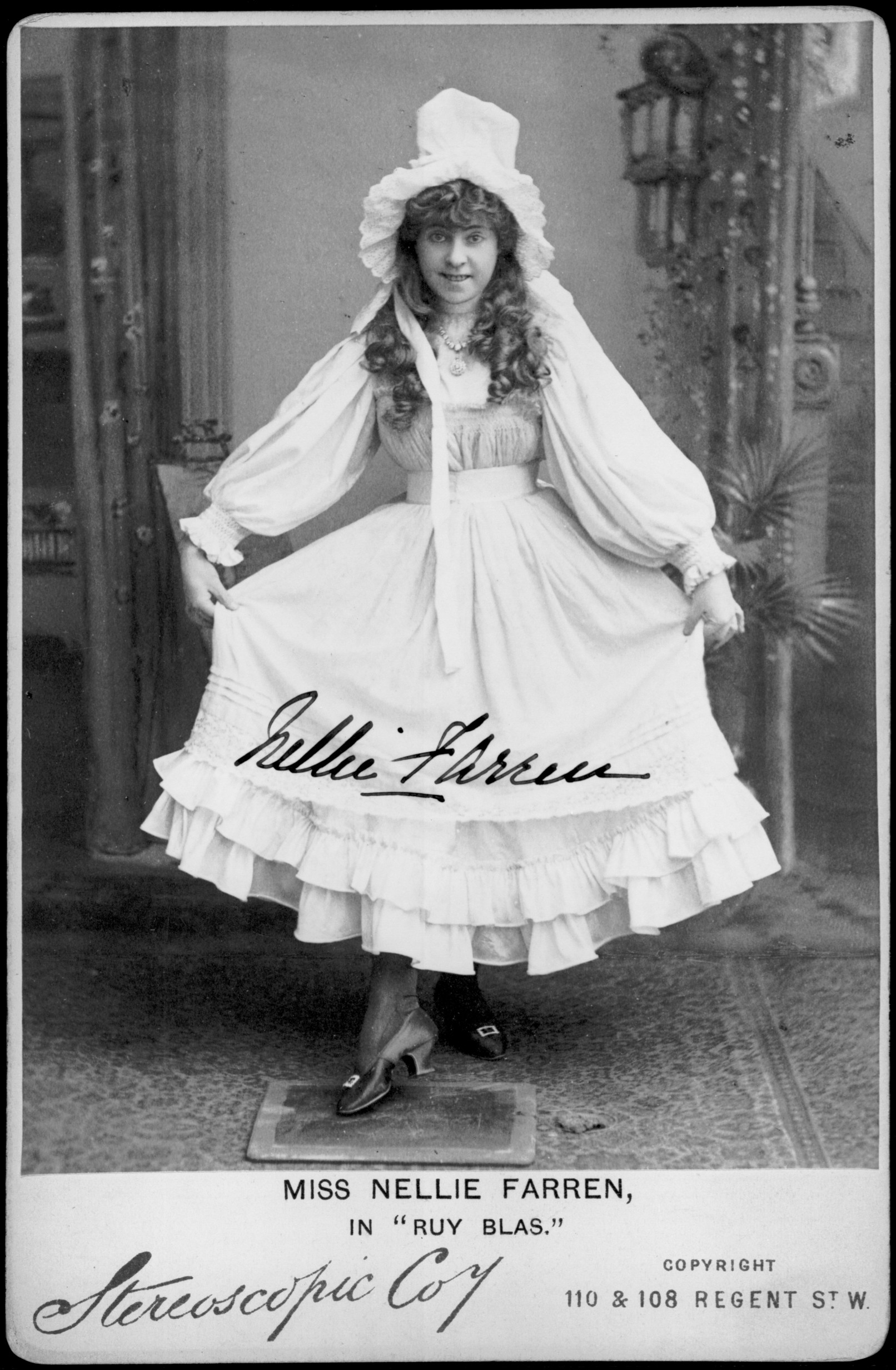
Farren en el rol de RuyBlas

El seu primer paper va ser com el jove duc de York a Richard III el 1853 al "Theatre Royal d'Exeter". Va aparèixer per primera vegada als escenaris de Londres als set anys, al "Victoria Theatre", interpretant el Genie of the Ring una llegenda de Dick Whittington. Encara que va interpretar altres papers juvenils de cantant i d'actuació a Londres i les províncies britàniques, va completar la seva educació. El 1862, va interpretar a Fairy Star a The Rose of Blarney al "Sadler's Wells Theatre", rebent bons avís, seguit d'una sèrie d'altres parts al Victoria Theatre.] Un dels seus últims papers allà es considera el seu debut adult, com Ninetta a The Woman in Red el 1864.
Més tard, l'any 1864, Farren es va traslladar al Teatre Olímpic, on va romandre durant diversos anys, interpretant diverses peces, com ara The Hidden Hand de Tom Taylor; My Wife's Bonnet de John Maddison Morton; els burlescs Prince Camaralzaman, or, the Fairies' Revenge  i Faust and Marguerite; i Twelfth Night de Shakespeare, com el pallasso. També va interpretar el paper principal a Lydia Languish, Charlotte a High Life Below Stairs, Nerissa a The Merchant of Venice, Nan a Good for Nothing de J. B. Buckstone, Jo a Nicholas Nickleby i Sam Willoughby a The Ticket-of-Leave Man, tornant a guanyar elogis per les seves representacions còmiques. El gerent de l'Olympic, Horace Wigan, i el dramaturg Tom Taylor, cadascun dels quals va dirigir espectacles al teatre, van ensenyar a Farren molt sobre l'escena i la van animar a experimentar i ampliar la seva interpretació. Durant aquest temps, també va interpretar papers en altres teatres, com Pert a London Assurance el 1866. A la segona meitat de 1868, es va unir a la companyia al "Queen's Theatre, Long Acre, interpretant, entre altres coses, Nancy Rouse en una obra burlesca Fowl Play de F. C. Burnand.
Farren va començar el seu llarg mandat al Gaiety Theatre el desembre de 1868, a la reobertura del teatre sota la nova direcció de John Hollingshead, interpretant Sprightly a On the Cards i el paper principal a la seva peça acompanyant, Robert le Diable, de W. S. Gilbert, una burlesca de l'òpera Robert le Diable. Això va durar fins al maig de 1869. El seu marit, Robert Soutar, es va incorporar al teatre al mateix temps i hi va exercir d'actor, director d'escena i escriptor. A continuació, Farren va interpretar el paper principal a Columbus!, or the Original Pitch in a Merry Key d'Alfred Thompson! (1869).
Farren va continuar al Gaiety durant els següents 25 anys, actuant en comèdies de tot tipus i en drames de Shakespeare, primer amb Hollingshead i després amb George Edwardes, interpretant el protagonisme en desenes d'espectacles, molts també protagonitzats per Edward Terry, Kate Vaughan, Fred Leslie. i E. W. Royce. Va ser la més aclamada en els papers de "nen principal". Aquests papers van permetre a l'actriu mostrar les cames amb malles, i Farren es va fer molt popular entre els joves del públic de Gaiety, que portaven una bufanda de colors per mostrar suport a la seva actriu preferida. Els colors de Farren eren blau fosc, blau clar i blanc, i podia mirar per sobre del públic per comparar el nombre de fans que mostraven els seus colors en comparació amb els colors de les altres actrius.

## Darrers anys
El seu últim paper habitual al Gaiety va ser Nan a Good for Nothing en un benefici per al compositor Lutz l'abril de 1891. Més tard, el 1891, Farren va patir un atac de febre reumàtica mentre estava a Austràlia, actuant a Cinder Ellen up too late, la qual cosa va agreujar la seva malaltia de la columna. Va haver de retirar-se de la producció londinenca de Cinder Ellen up too late. La malaltia de la columna la va paralitzar progressivament, i el 1892, Farren s'havia quedat massa paralitzat per treballar de manera constant i es va retirar majoritàriament dels escenaris. El 1895, Farren va tenir una recuperació parcial i va gestionar la seva pròpia companyia a l'Opera Comique, però va tenir poc èxit. Tanmateix, Farren va perdre els seus estalvis en l'empresa.

## Mort i llegat
Farren va morir a Londres el 1904, als 56 anys, d'una insuficiència cardíaca i va ser enterrada al cementiri de Brompton. El 1908 un cavall de carreres va rebre el seu nom.
El seu fill Joseph va ser enterrat al seu costat quan va morir l'any 1962. La seva tomba va ser restaurada el 2014.

## Petita galeria

"
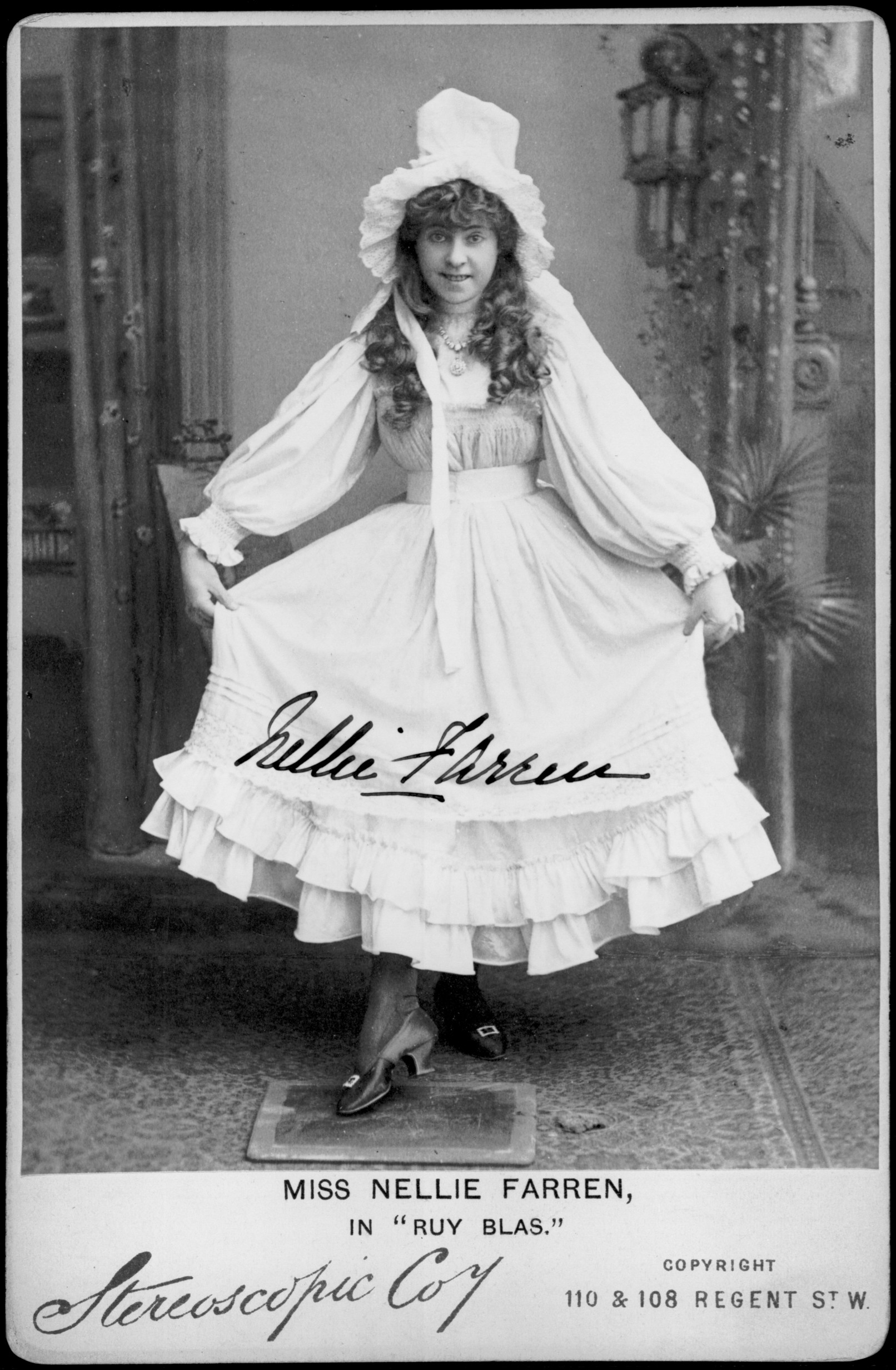
Farren as Ruy Blas
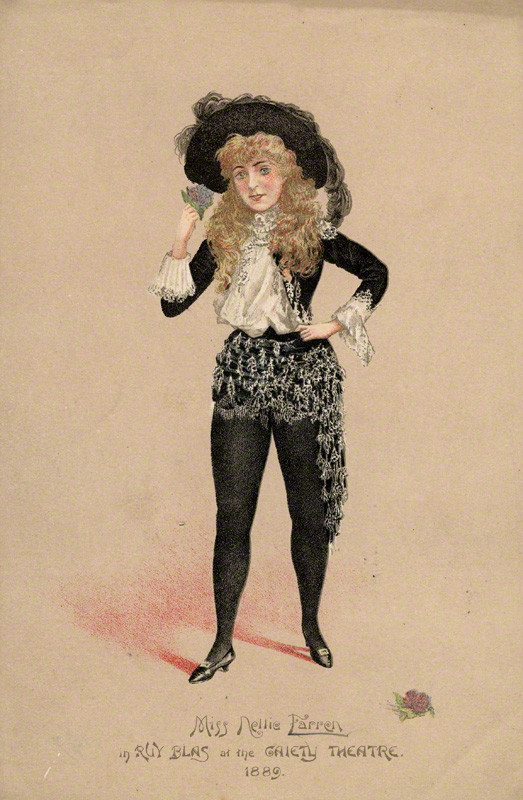
Farren as Ruy Blas
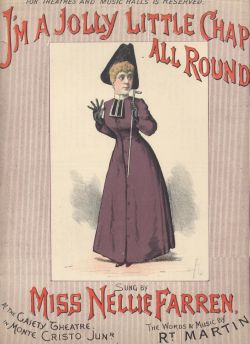
Partitures de Monte Cristo Jr. (Victorian burlesque)
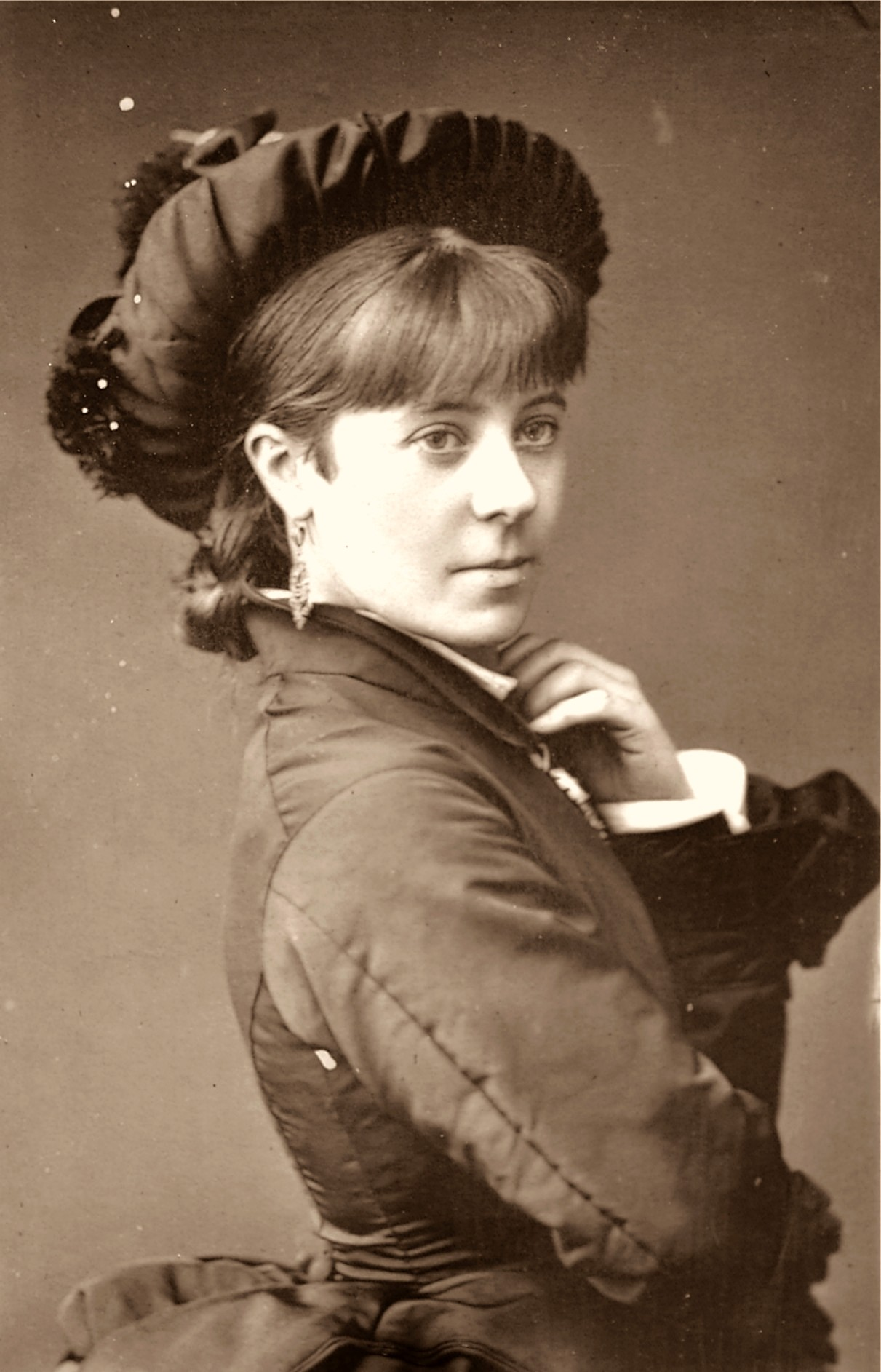
Nellie Farren
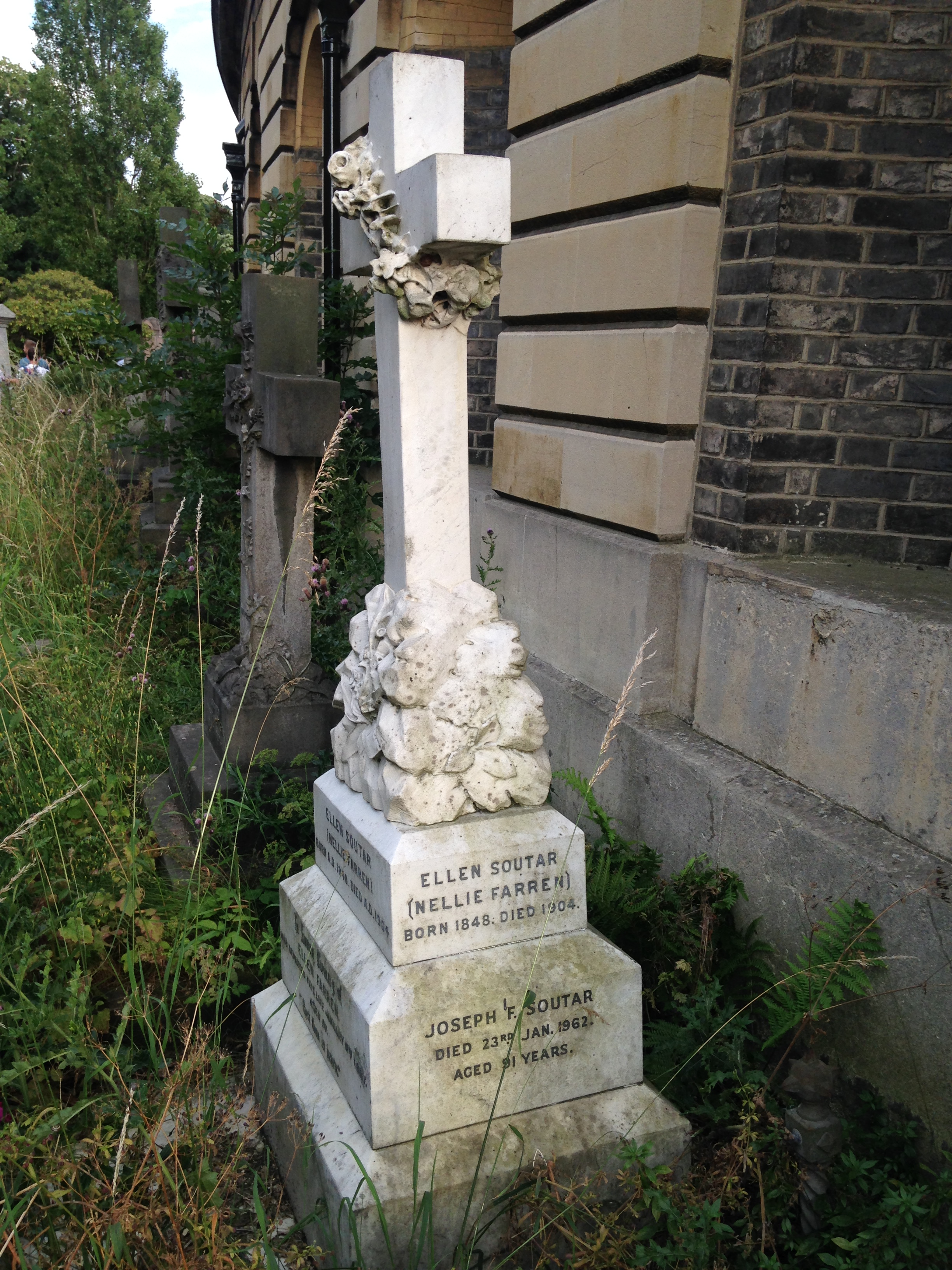
La tomba de Farren al Brompton Cemetery